# Alexa imperatricis
Alexa imperatricis är en ärtväxtart som först beskrevs av Robert Hermann Schomburgk, och fick sitt nu gällande namn av Henri Ernest Baillon. Alexa imperatricis ingår i släktet Alexa och familjen ärtväxter. Inga underarter finns listade i Catalogue of Life.